# Aleurothrixus chivelensis
Aleurothrixus chivelensis là một loài côn trùng cánh nửa trong họ Aleyrodidae, phân họ Aleyrodinae.
Aleurothrixus chivelensis được Sampson & Drews miêu tả khoa học đầu tiên năm 1941.